# Arbre (Belgique)
Pour les articles homonymes, voir Arbre (homonymie).
Arbre (anciennement en français Arbre-lez-Fosse, en wallon Aube) est un village en bordure du Burnot, dans l’Entre-Sambre-et-Meuse, en province de Namur (Belgique). Il fait partie de la commune de Profondeville, dans la province de Namur (Région wallonne). C'était une commune à part entière avant la fusion des communes de 1977. Village vert, il était un centre métallurgique par le passé et aujourd'hui accueille des restaurants gastronomiques.

## Géographie
Le village est fait de deux rues principales. La première, dans la partie supérieure du village descend vers l’église Saint-Hubert. La seconde ('rue des Fonds'), autrefois industrialisée, longe le Burnot coulant une trentaine de mètres plus bas. Les deux rues se rejoignent dans la partie orientale du village avant d'arriver à Marteaulonge.
Arbre comporte des bois, des prairies et quelques étangs alimentés par le Burnot. Les maisons sont en pierres et tuiles d'ardoise rouge.

## Démographie
- Sources:INS, Rem:1831 jusqu'en 1970=recensements, 1976= nombre d'habitants au 31 décembre

## Histoire
La vallée du Burnot, dans laquelle Arbre est située, a connu une activité métallurgique dès le Moyen Âge.
La forêt abondante, la proximité de gisements de fer et la possibilité d’utiliser la force hydraulique de la rivière ont permis l’installation de fourneaux et de forges.
Cette industrie atteint son apogée durant la première moitié du XVIIIe siècle. Elle périclite au XIXe siècle, lorsque le cuivre supplante le fer, pour la fabrication d'ustensiles domestiques. Quelques vestiges de cette activité industrielle sont encore visibles le long du parcours du Burnot, dont une ancienne roue à aubes, un engrenage de 1779 et un ancien bief, le Marteaulonge.
Au XXe siècle, divers restaurants s'installent à Arbre, développant son intérêt gastronomique.

## Patrimoine et culture
- Le château de Marteaulonge se trouve à l'extrémité orientale du village. Le bâtiment actuel date du premier quart du XIXe siècle. Propriété des Bivort, il passe aux mains des Montpellier durant le XIXe siècle, dont Charles de Montpellier de Vedrin, gouverneur de la province de Namur de 1884 à 1914. Durant le XXe siècle, il change plusieurs fois de propriétaire. Hôtel-restaurant de classe durant les années 1980, il est aujourd'hui (2022) à l'abandon[2]. Le bâtiment du moulin à eau de Marteaulonge est également en ruines.
- Des documents et cartes anciennes attestent de la présence d'un autre château avec forge et moulin.
- L’église Saint-Hubert est de taille modeste, en moellon de calcaire et date du XVIIe siècle[3].
- Ferme de Romiée, hameau de Romiée. Ensemble dispersée, dont subside le logis, datant du 1re moitié du XVIIe siècle[4].

## Vie associative

### Jumelage
Arbre est jumelé avec le village de Saint-Étienne-de-Lugdarès, en Ardèche (France).